# Base (aritmètica)
En un sistema de numeració posicional, la base és el nombre de dígits diferents utilitzats per a representar els nombres.
Per exemple, en base 2, anomenat sistema de numeració binari, només existeixen dos dígits: 0 i 1. En base 10, el sistema de numeració decimal utilitzat habitualment, existeixen 10 dígits: 0, 1, 2, 3, 4, 5, 6, 7, 8 i 9. En bases superiors a 10 (com l'hexadecimal, base 16), s'usen habitualment lletres com a dígits: 0, 1, ..., 9, A, B, C, D, E i F.
Tot nombre pot representar-se com una suma de dígits multiplicats per la base elevada a la potència representada per la posició que ocupen, sent 0 la posició que ocupen les unitats, 1 la posició que ocupen les desenes, etc.
Per exemple, 45 en base 10, que s'escriu (45)10 és 4*10¹+5*100, mentre que (45)16 és 4*16¹+5*160 = (69)10.